# حميحماء
الحميحماء أو الحميحمان (الاسم العلمي: Barleria)، جنس نباتات من فصيلة الشوكية.